# Margret Schleidt
Margret Else Schleidt (nacida Margret Else Zimmer, 20 de julio de 1928, Duisburg - 13 de marzo de 2012, Andechs) fue una etóloga humana alemana. Trabajó en el Max-Planck-Institut für Verhaltensphysiologie, hoy Max-Planck Institut para Ornitología.
Estudió biología en las universidades de Bonn, Zúrich y Friburgo. Defendió su disertación en etología animal en Konrad Lorenz en la Estación de Investigaciones en Buldern Westfalen. Y completó un PhD en etología animal en 1955 bajo la supervisión del profesor Otto Koehler en Freiburgo i Br. antes de trabajar del Konrad Lorenz' grupo de búsqueda en el Max-Planck-Institut für Verhaltensphysiologie en Seewiesen. En aquel tiempo,  trabajó con Wolfgang Schleidt en proyectos ornitológicos. De 1963 a 1974, Margret Schleidt fue secretaria del Grupo Lorenz.
En 1974, se unió al grupo de Etología Humana dirigido por Irenäus Eibl-Eibesfeldt en Seewiesen. Su foco de búsqueda fue en comunicación humana. Escribió papeles sobre la importancia del olfato, relaciones madre niño, y fenómenos de movimiento rítmico. Es importante destacar que descubrió que varios comportamientos repetidos tales como la agitación durante la cocción, el rascado y otros comportamientos no reaparecidos tenían un ritmo de tres segundos, en diferentes culturas humanas, así como en chimpancés y babuinos. Además, fue consejera a estudiantes doctorandos que escribieran sus tesis.
En 1987,  enseñó etología humana en la Universidad de Múnich, y de 1990 a 2010 en la Universidad de Innsbruck con sus colegas Gerhard Medicus y Wulf Schiefenhövel.  Su búsqueda y las conferencias influyeron el trabajo de colegas en su campo, y es citada por muchos incluyendo Konrad Lorenz, Irenäus Eibl-Eibesfeldt, Wulf Schiefenhövel
y otros.

## Algunas publicaciones
- Schleidt, M.: Handeln und Wahrnehmen im Sekundenbereich. In: Konrad Lorenz und seine verhaltensbiologischen Konzepte aus heutiger Sicht, S. 303 - 312 (Hg. Kotrschal, K.; Müller, G.; Winkler, H.). Filander, Fürth (2002)
- Lemke, M. R.; Koethe, N.; Schleidt, M.: Segmentation of behavior and time structure of movements in depressed patients. Psychopathology 33 (3), S. 131 - 136 (2000) (doi: 10.1159/000029134)
- Schleidt, M.; Kien, J.: Segmentation in behavior and what it can tell us about brain function. Human Nature-an Interdisciplinary Biosocial Perspective 8 (1), S. 77 - 111 (1997) (doi: 10.1007/s12110-997-1005-7)
- Medicus, G.; Schleidt, M.; Eibl-Eibesfeldt, I.: Universelle Zeitkonstante bei Bewegungen taubblinder Kinder. Der Nervenarzt 65 (9), S. 598 - 601 (1994)
- Schleidt, M.; Medicus, G.; Schiefenhövel, W.: Humanethologie und Vorgeschichte. Praxis Geschichte 6, S. 44 - 49 (1994)
- Schleidt, M.; Genzel, C.: The significance of mother's perfume for infants in the first weeks of their life. Ethology and Sociobiology 11 (3), S. 145 - 154 (1990) (doi: 10.1016/0162-3095(90)90007-S)
- Grammer, K.; Schiefenhövel, W.; Schleidt, M.; Lorenz, B.; Eibl-Eibesfeldt, I.: Patterns on the face: The eyebrow flash in crosscultural comparison. Ethology 77 (4), S. 279 - 299 (1988) (doi: 10.1111/j.1439-0310.1988.tb00211.x)
- Schleidt, M.; Eibl-Eibesfeldt, I.; Pöppel, E.: A universal constant in temporal segmentation of human short-term behavior. Die Naturwissenschaften 74 (6), S. 289 - 290 (1987) (doi: 10.1007/BF00366417)
- Schleidt, M.; Hold, B.; Attili, G.: A cross-cultural-study on the attitude towards personal odors. Journal of Chemical Ecology 7 (1), S. 19 - 31 (1981) (doi: 10.1007/BF00988632)
- Schleidt, M.: Personal odor and nonverbal-communication. Ethology and Sociobiology 1 (3), S. 225 - 231 (1980) (doi: 10.1016/0162-3095(80)90009-6)
- Hold, B.; Schleidt, M.: The importance of human odour in non-verbal communication. Zeitschrift für Tierpsychologie 43 (3), S. 225 - 238 (1977) (doi: 10.1111/j.1439-0310.1977.tb00072.x)
- Schleidt, W. M.; Schleidt, M.; Magg, M.: Störung der Mutterkind-Beziehung bei Truthühnern durch Gehörverlust. Behaviour 16 (3-4), S. 254 - 260 (1960) (doi: 10.1163/156853960X00179)
- Schleidt, M.: Untersuchungen über die Auslösung des Kollerns beim Truthahn (Meleagris gallopavo). Zeitschrift für Tierpsychologie 11 (3), S. 417 - 435 (1954) (doi:10.1111/j.1439-0310.1954.tb02166.x)